# Sven Petke

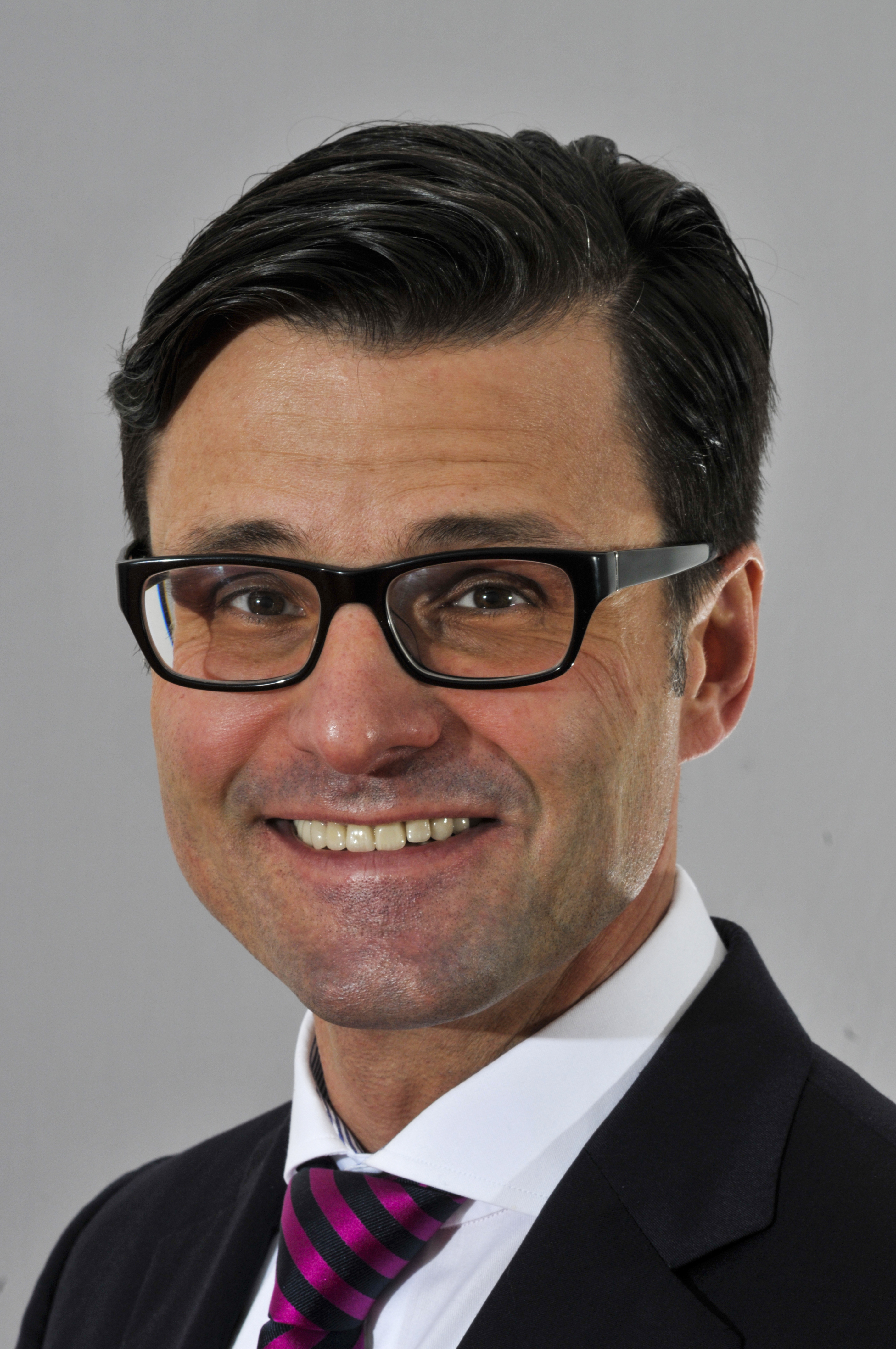
Sven Petke (2016)

Sven Petke (* 28. November 1967 in Wilhelm-Pieck-Stadt Guben) ist ein ehemaliger deutscher Politiker (CDU). Er war von 1999 bis 2018 Landtagsabgeordneter in Brandenburg und von 2019 bis 2023 Leiter des Auslandsbüros in Bosnien und Herzegowina der Konrad-Adenauer-Stiftung.

## Leben und Beruf
Nach dem Besuch der Polytechnischen Oberschule machte Petke eine Berufsausbildung mit Abitur als Instandhaltungsmechaniker im VEB Chemiefaserwerk Guben, die er 1987 abschloss. Ab 1990 gehörte er zu den ersten Ostdeutschen, die ein Fachhochschulstudium an der Fachhochschule für öffentliche Verwaltung Nordrhein-Westfalen, des Brandenburger „Patenlandes“, aufnahmen. Er schloss das Studium an der Fachhochschule 1993 als Diplom-Verwaltungswirt (FH) ab und war anschließend im Innenministerium des Landes Brandenburg tätig, zuletzt bei der Verfassungsschutzbehörde.
Von Juni 2014 bis Anfang 2015 war Petke als Direktor für Geschäftsentwicklung in Osteuropa für die Bombardier Transportation GmbH tätig. Die Vereinbarkeit dieser gut dotierten Nebentätigkeit mit dem Abgeordnetenmandat Petkes wurde kontrovers diskutiert. Petke gab diese Tätigkeit nur wenige Monate nach ihrem Beginn wieder auf, nachdem er ein Angebot von Bombardier, sich exklusiv seiner Tätigkeit zu widmen und die Politik aufzugeben, ausgeschlagen hatte. Im August 2018 gab Petke schließlich doch das Abgeordnetenmandat auf, um sich beruflich neu zu orientieren.
Von 2019 bis 2023 war er Leiter des Auslandsbüros Bosnien-Herzegowina der Konrad-Adenauer-Stiftung. Es gab Unstimmigkeiten um Äußerungen Petkes zur Rolle des Landes im internationalen Terrorismus.
Petke ist evangelisch. Seit 2003 ist er in zweiter Ehe mit der ehemaligen Parlamentarischen Staatssekretärin und Bundestagsabgeordneten der CDU, Katherina Reiche, verheiratet, sie leben inzwischen getrennt. Das Paar hat drei Kinder.

## Politik

### Partei
Sven Petke ist seit 1995 Mitglied der CDU. Von 2001 bis 2004 und von 2007 bis 2011 war er stellvertretender Vorsitzender der CDU Brandenburg. 2004 wurde er Generalsekretär der CDU Brandenburg. Nachdem ihm und dem damaligen CDU-Landesgeschäftsführer Rico Nelte vorgeworfen wurde, die für CDU-Landesvorstandsmitglieder eingehenden E-Mails ohne deren Wissen überwacht und teilweise auch zurückgehalten zu haben und das Leseverhalten von rund 2800 Abonnenten eines Newsletters überwacht zu haben, trat Petke im September 2006 als Landesgeneralsekretär zurück. Im Fall der mutmaßlichen E-Mail-Überwachung wurde das Ermittlungsverfahren jedoch mangels hinreichenden Tatverdachts eingestellt. Auch bezüglich der Newsletter-Auswertung wurde das Bußgeldverfahren gegen Petke und Nelte aufgrund einer „sehr offenen“ Beweislage und unabsehbarer Prozessdauer eingestellt. Umgekehrt wurde auch der Internetdienstleister der CDU, der die Affäre mit seiner Aussage ausgelöst hatte, vom Vorwurf der Urkundenfälschung, der falschen eidesstattlichen Erklärung und der Verleumdung freigesprochen. Als der damalige CDU-Landesvorsitzende Jörg Schönbohm 2006 nicht mehr für dieses Amt kandidierte, kündigte Petke seine Bewerbung um den Vorsitz der Landes-CDU an. Bei der Wahl am 27. Januar 2007 unterlag er mit 110 zu 112 Stimmen seinem Gegenkandidaten Ulrich Junghanns, der von Schönbohm unterstützt worden war. Daraufhin kandidierte Petke für einen der vier Stellvertreterposten und wurde mit 58 % der Stimmen gewählt. Im Herbst 2011 kandidierte Petke nicht erneut für das Amt.
Petke leitete bis 2011 auch die Grundsatzprogrammkommission der brandenburgischen CDU.

### Abgeordneter des Landtags Brandenburg

#### 3. Wahlperiode – 1999 bis 2004
Als Landesvorsitzender der Jungen Union hatte Sven Petke für den Wahlkreis 25 (Stadt Potsdam) in Brandenburg kandidiert. Er zog im September 1999 über die Landesliste der CDU in den Brandenburgischen Landtag ein. Nach den Terroranschlägen am 11. September 2001 in den USA engagierte sich Petke in dieser Position für eine deutliche Stärkung der Polizei in Brandenburg zur Terrorismusbekämpfung.

#### 4. Wahlperiode – 2004 bis 2009
Im November 2004 wurde Petke nach erneutem Einzug in den Landtag zum Vorsitzenden des Rechtsausschusses und stellvertretenden Vorsitzenden des Ausschusses für Inneres gewählt. In diesem Zusammenhang setzte er sich weiter für die Stärkung der Brandenburger Polizei wie auch gegen die Legalisierung von Drogen ein.
Im Jahr 2007 zahlte Petke ca. 1000 EUR an die Landtagsverwaltung zur Vermeidung weiterer „unnötiger Diskussionen“ mit dem Landtag zurück. Petke hatte den Betrag als Mietkostenerstattung für ein Abgeordnetenbüro in Potsdam-Drewitz erhalten, obwohl am Klingelschild des Büros die Bezeichnung „Wahlkreisbüro“ fehlte. Gegen eine in diesem Zusammenhang unzutreffende Berichterstattung setzte Petke erfolgreich eine Gegendarstellung in der Bild durch.

#### 5. Wahlperiode – 2009 bis 2014
Während der Wahlperiode von 2009 bis 2014 bekleidete Petke bis 2011 das Amt des stellvertretenden Fraktionsvorsitzenden der CDU-Fraktion im Brandenburger Landtag und war zudem deren innen- und sportpolitischer Sprecher. Petke war stellvertretender Vorsitzender der Enquete-Kommission „Kommunal- und Landesverwaltung – bürgernah, effektiv und zukunftsfest – Brandenburg 2020“ des Landtages.

#### 6. Wahlperiode – 2014 bis 2019
Im Jahr 2016 sorgte Petke für bundesweite mediale Aufmerksamkeit, als er mit einem DFB-Fan-Trikot von Jérôme Boateng zu einer Landtagssitzung erschien. Damit führte er den ehemaligen Vorsitzenden der AfD-Landtagsfraktion, Alexander Gauland, öffentlich vor. Gauland hatte zuvor behauptet, die Leute fänden Boateng als Fußballspieler gut, wollten ihn aber nicht als Nachbarn haben. Petke erklärte dazu: „Mich berührt es peinlich, gemeinsam mit Gauland im Parlament zu sitzen.“ Ministerpräsident Dietmar Woidke fand für Petkes Auftritt lobende Worte.
Zum 31. Oktober 2018 legte Petke sein Abgeordnetenmandat aus beruflichen Gründen nieder. Für ihn rückte am 5. November 2018 Laura Lazarus nach.

### Konrad-Adenauer-Stiftung
Als Leiter des Auslandsbüros Bosnien-Herzegowina der Konrad-Adenauer-Stiftung wirkte er an der Publikation entsprechender Länderberichte mit und setzte sich unter anderem für die Aufarbeitung von Kriegsverbrechen im Rahmen des Bosnienkriegs ein. Der auf Betreiben Petkes u. a. von der Konrad-Adenauer-Stiftung geförderte Omnibus-Film Was bedeutet dir BiH? wurde im Rahmen des Filmfestival Cottbus 2021 öffentlich gezeigt.